# Шакимова, Дарига Ураловна
Дарига Ураловна Шакимова (род. 20 ноября 1988 года) — казахстанский боксёр, выступающий в весовой категории до 75 кг. Чемпионка Азии 2010 года. Бронзовый призёр Олимпиады 2016 года в Рио-де-Жанейро.
За достигнутые высокие показатели на летних Олимпийских играх и вклад в повышение имиджа и авторитета Республики Казахстан на мировом уровне приказом Министра внутренних дел Республики Казахстан награждена медалью «Халықаралық ынтымақтастықты дамытуға қосқан үлесі үшін» с присвоением воинского звания «лейтенант».
Заслуженный Мастер спорта Республики Казахстан.